# Jean-Marie Hallégot
 (juin 2014).
Si vous disposez d'ouvrages ou d'articles de référence ou si vous connaissez des sites web de qualité traitant du thème abordé ici, merci de compléter l'article en donnant les références utiles à sa vérifiabilité et en les liant à la section « Notes et références ».
Jean-Marie Hallégot est un comédien et animateur sourd français, né le 24 septembre 1985 à Brest dans le Finistère.

## Biographie
Jean-Marie Hallégot a étudié à l'institut La Persagotière à Nantes, dont deux ans passé l'atelier de théâtre. Depuis 2012, il est l'un des animateurs de l’émission L'Œil et la Main.

## Filmographie

### Télévision
- 2011-2016 : Deux flics sur les docks (12 épisodes) : Lulu Faraday[3],[4]

## Théâtre
- 2014 : Parle plus fort (avec Fanny Maugard) de Jean-Yves Augros[5]

## Émissions de télévision
- 2012-2014 : L'Œil et la Main